# Manala (Bénin)
Manala est une petite ville du Bénin.

## Géographie
Manala est situé à environ 35 km de Abomey, dans le département de Zou

## Vie économique
- Marché traditionnel le mercredi

## Lieux publics
- Dispensaire